# Quest Software
Quest Software (Quest Software, Inc.) (NASDAQ: QSFT) es una compañía dedicada a la fabricación de herramientas informáticas para la gestión de sistemas y entornos software. Quest desarrolla, vende y ofrece soporte en el ámbito de la gestión de bases de datos, infraestructuras Microsoft, monitorización de servicios para el usuario final (gama de productos Foglight), gestión de aplicaciones, y gestión de entornos virtualizados tanto de servidores como de escritorios, a través de sus subsidiarias ScriptLogic, Vizioncore y Provision Networks. Es una multinacional que actualmente cuenta con más 90.000 clientes repartidos por todo el mundo, a los que ayuda en la gestión, control y mejora de sus sistemas de información.

## Historia
La compañía fue creada en Aliso Viejo (California - EE. UU.) en el año 1987 Dave Doylen y Doran Machi. En el año 1995 Vinny Smith (antiguo director de ventas de Oracle) llega a Quest Software, desde 1997 pasa a ser el director general y CEO.
En 1990 Quest entra en el mercado de gestión de datos Oracle. En 1999 Quest se presenta al público y en el 2004 va más allá de las bases de datos potenciando su línea de negocio de gestión de Windows con la adquisición de Aelitas Software. Además en el 2004, Microsoft nombra a Quest Software, Partner ISV Global del año.
En el 2005 Quest entra en el mercado del software de backup de BBDD con la compra de Imceda Software y amplía su catálogo a Unix 7 linux con la compra de Vintela.
En el año 2006 Quest entra en el mercado de SharePoint.
En el 2007 Quest entra en el mercado de SMB y añade soluciones de gestión de desktop con la compra de ScripLogic. También será el año en el que Quest entra en el sector de infraestructrua de desktop virtual con la compra de Provision Networks.
Durante el 2008 Quest amplía su oferta de gestión de entornos virtuales con la adquisición de Vizioncore y expande su oferta en gestión de identidades y accesos con la adquisición de PassGo Technologies.
El 2 de julio de 2012 Dell anunció que iba a comprar Quest Software por 2,360 millones de dólares. Dell ha proyectado un patrimonio neto de software de aproximadamente  1,200 millones. Quest Software representa al menos el 75% de esta cifra. 
LA Adquisición de Quest Software por parte de Dell se hizo oficial el 27 de septiembre de 2012.
En junio de 2016, Dell anuncia la venta de su división de software, incluyendo el negocio de Quest a Francisco Partners y Elliott Management Corporation., el 31 de octubre de 2016 la venta fue finalizada.

## Productos
Además de los productos, que ayudan a sus clientes a personalizar y mejorar aplicaciones y entornos estandarizados, la compañía ofrece tareas de consultoría, formación y soporte de sus productos. Quest comercializa sus productos y servicios de manera directa, tratando directamente con las organizaciones y clientes. Su perfil de cliente va desde PYMEs hasta grandes corporaciones, banca y sectores públicos de todos los tamaños.
La gestión de aplicaciones de Quest se centra en los entornos ERP, Java EE y Microsoft .NET. Las herramientas de gestión de bases de datos incluyen soporte para MySQL, SQL Server, DB2, Sybase y Oracle. En el ámbito de la gestión de sistemas informáticos, su producto Big Brother ofrece monitorización e informes de actividad de todos los equipos de la compañía. En el ámbito de las infraestructuras Microsoft, se incluyen una larga lista de productos que ayudan a los administradores de red en la gestión del directorio activo, MS Exchange y los propios MS Windows instalados en servidores y equipos cliente.
Entre sus productos más conocidos por administradores y desarrolladores tenemos:

### FOGLIGHT(Gestión de aplicaciones)
Es una consola de monitorización para las aplicaciones críticas y procesos de negocio, que detecta y alerta en tiempo real a los responsables técnicos ante problemas de rendimiento y disponibilidad.
Foglight supone un importante salto que permite disponer de una visión de 360° del estado de las diferentes aplicaciones, detectar los problemas incluso antes de que se produzcan y sean evidentes, o ver cómo afectan los cambios realizados sobre la infraestructura y las bases de datos.
Foglight está diseñado para adaptarse al cambio mediante una combinación de gestión basada en modelos y una arquitectura flexible, ofrece las capacidades que se necesitan para la gestión de aplicaciones conforme al variable entorno TI, y supera el concepto tradicional de monitorización, poniendo en marcha una solución de gestión adaptiva.
Aunque ya estaba disponible tiempo atrás para el mercado norteamericano, Foglight se lanzó en España en octubre del 2008. 

### TOAD(Gestión de BBDD)
TOAD es una aplicación de software de desarrollo SQL y administración de bases de datos. TOAD aumenta la productividad y la calidad del código de las aplicaciones y además permite el acceso a una comunidad interactiva para el intercambio de experiencias de usuario. Está ahora disponible para las siguientes bases de datos: Oracle Database, Microsoft SQL Server, IBM DB2, y MySQL.

## Adquisiciones
Durante el 2007 y 2008 Quest Software dedicó un gran esfuerzo a su estrategia de adquisiciones empresariales que han supuesto para la compañía un incremento en su volumen de negocio.
De las 10 últimas compañías adquiridas por Quest Software, cabe destacar Provision Networks, Vizioncore, PassGo y ScripLogic, que han acercado a Quest Software a zonas en las que hasta ahora no tenía presencia. De la mano de Provision Networks y Vizioncore se adentran en el mercado de la virtualización de sistemas con herramientas propias de gestión y administración. Por otra parte, la compra de PassGo refuerza su tecnología en Gestión de Identidades y finalmente Scriptlogic complementa su actividad al acercarse a la pequeña y mediana empresa.
A finales de 2008 Quest Software compra NetPro (empresa que comercializa herramientas para gestionar entornos de infraestructura basados en Microsoft) con el objetivo de reforzar su oferta de gestión de sistemas Windows.

## Quest en España
A principios de 2001 Quest Software inaugura su filial española en Madrid. La compañía arrancaba como una empresa dedicada al desarrollo de software para la gestión de bases de datos y aplicaciones de Oracle, IBM y Microsoft y para aplicaciones de misión crítica como Oracle ebusiness, Suitte, Siebel eBusinnes Applications, mySAP.com, Exchange y PeopleSoft.